# Мамун I
Абул-Аббас Мамун I (*д/н — 997) — 1-й володар Хорезму з династії Мамунідів.

## Життєпис
Походив з Персії. Про його батьків замало відомостей. Відомо, що вже у 992 році був еміром Гурганджа. Вважається, що був затверджений на посаду емірами Держави Саманідів. Поступово підкорив Лівобережжя Амудар'ї в Хорезмі. У 994 році під час заворушень проти еміра Нуха II підтримав Абу-Алі Сімджурида, супротивника Саманідського еміра.
У 995 році, скориставшись боротьбою в Мавераннахрі, вдерся на Правобережжя, де повалив хорезмшаха Абу-Абдаллах Мухаммеда, прийнявши титул хорезмшаха. Втім, влада нового правителя була непевною, оскільки родичі поваленого володаря зберегли вплив у багатьох містах. Тому Мамун I переніс столицю держави до Гурганджа. Намагався зберегти незалежність від Саманідів, підтримуючи заколотників в Мавераннахрі, проте зрештою вимушений знову визнати їхню зверхність у 996 році. До 997 року вдалося повністю об'єднати Хорезм під своєю владою.
Водночас сприяв розвитку культури та науки. Саме за наказом цього хорезмшаха у 996 році відкрито академію (Дор ул-хікма), яка стала відомою як Академія Мамуна. Абул-Хасан запрошував до свого двору також поетів та філософів, сприяючи розвитку Гурганджа як центр мистецтв.
Помер у 997 році за невідомих обставин. Йому спадкував старший син Абул-Хасан Алі.

## Родина
- Абул-Хасан Алі, хорезмшах у 997—1008/1009 роках
- Мамун II, хорезмшах у 1009—1017 роках